# Gerechtigkeits- und Wohlfahrtspartei
Gerechtigkeits- und Wohlfahrtspartei (indonesisch: Partai Keadilan Sejahtera, Kürzel PKS) ist eine islamistische Partei in Indonesien.
Die PKS wurde am 20. April 1998 in Jakarta gegründet mit dem ersten Parteivorsitzenden Nurmahmudi Ismail. Bei ihrer Gründung orientierte sie sich am programmatischen und organisatorischen Vorbild der ägyptischen Muslimbrüder. Sie verfügt über 57 Sitze (10,17 %) nach der Wahl 2009 im indonesischen Unterhaus, dem Dewan Perwakilan Rakyat (DPR).
Am 1. Februar 2013 wurde Luthfi Hasan Ishaaq als Vorsitzender durch den bis dahin als Generalsekretär tätigen Muhammad Anis Matta abgelöst. Ishaaq war zurückgetreten, nachdem er von der indonesischen Kommission für Korruptionsbekämpfung (KPK) beschuldigt wurde, in einen Korruptionsskandal um Importfleisch verwickelt zu sein.
Von 2004 bis 2009 war die Partei von Tifatul Sembiring geleitet worden, der dann Kommunikations- und Informatikminister wurde. Bei den Präsidentschaftswahlen 2004 und 2009 unterstützte die PKS den Kandidaten Susilo Bambang Yudhoyono.

## Ideologie
Die PKS bezeichnet sich selbst als „Da'wa-Partei“. In der Vergangenheit wurde sie als islamistisch bzw. radikalislamisch eingestuft. Mit ihrer Kampagne gegen politische Korruption konnte sie bei der Wahl 2004 einen signifikanten Erfolg verbuchen. Sie setzt sich u. a. für ein Verbot von Pornographie und harte Strafen gegen Drogenkonsum ein.
In neueren Veröffentlichungen wird sie dagegen als moderate islamistische Partei beschrieben, die in den demokratischen Institutionen mitarbeitet und auch zur Zusammenarbeit mit christlichen Parteien bereit ist.
Sie konzentriert sich nicht so sehr auf eine Änderung der Verfassung, sondern hat sich für eine Strategie der Islamisierung „von unten“ entschieden. Ihre Führungskräfte haben mehrere Klassiker der indonesischen islamistischen Rhetorik aufgegeben, so auch die Forderung nach Wiedereinsetzung der Jakarta-Charta, um sich auf die sozialen Fragen und die progressive Islamisierung des Rechts konzentrieren zu können, auf parlamentarischer Ebene und – noch wichtiger – auf lokaler Ebene.